# 傑爾區

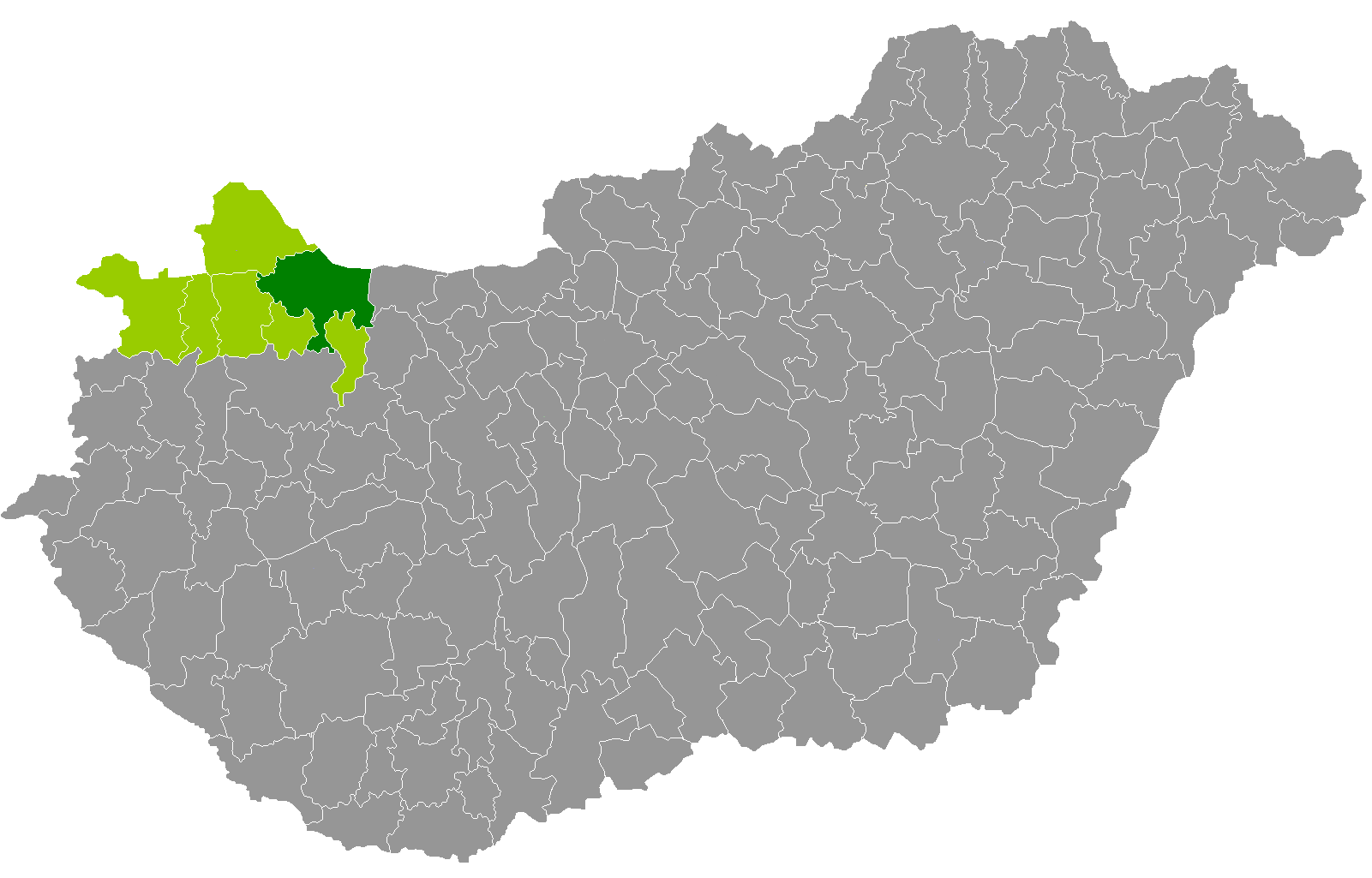

傑爾區（匈牙利語：Győri járás），是匈牙利傑爾-莫雄-肖普朗州的一個區，位於該國西北部，区府設於傑爾，面積903平方公里，2011年人口190,146，人口密度每平方公里210人。

## 市镇
傑爾區包含一个州级市和34个村庄。